# Râul Samme
Samme este un mic râu din provincia belgiană Hainaut, care izvorăște la Morlanwelz și traversează municipalitățile Chapelle-lez-Herlaimont, Manage (la Bellecourt), Seneffe (la Seneffe, Arquennes, Feluy), Nivelles (la Bornival), Braine-le-Comte (la Ronquières). Anterior, Samme era un afluent direct al râului Sennette, însă după construcția canalul Bruxelles-Charleroi Samme se varsă în acesta, la Ronquières.
Samme are o lungime totală de 21,6 km.

## Etimologie
Hanon de Louvet sugerează în lucrarea „Pour apprendre l'origine des noms de lieux” că numele râului Samme provine de la vechea denumire galică a râului Senne.  Conform autorului, denumirile diverselor cursuri de apă sau localități întâlnite în bazinul și vecinătatea Sennei au drept radical nume ca „Sen”, „Son”, „Sam” sau „Sem” (ex: „Senne”, „Samme”, „Sennette”, „Seneffe”, „Sambre”, etc), toate fiind de fapt variațiuni ale străvechiului radical „Sam”, desemnând chiar râul.<ref name="ronquieres.org/">
„Senne”, respective „Samme”, înseamnă „apă liniștită” în vechea limbă galică.<ref name="ronquieres.org/">

## Afluenți
Principalii afluenți ai râului Samme sunt:
- pârâul Ry de Brabant
- pârâul Scailmont
- pârâul Chénia
- pârâul Étang de Buisseret (afluent al pârâului Hainaut)
- pârâul Grandrieux
- pârâul Renissart (afluent principal al pârâului Rosseignies)
- pârâul Belle Fontaine
- pârâul Neuf-Vivier
- pârâul Bouleau
- pârâul Thisnes